# Karen Holtsmark

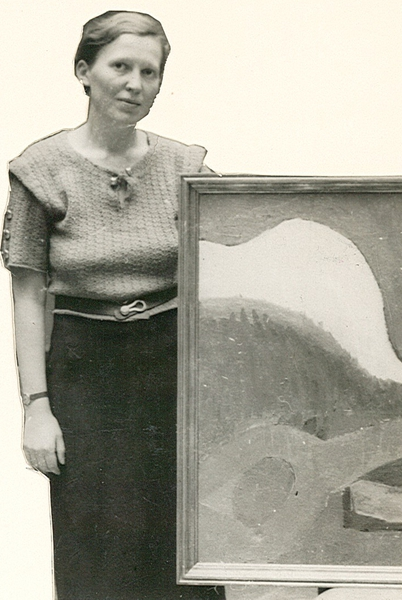
Karen Holtsmark

Karen Kristine Holtsmark (* 11. November 1907 in  Ås Provinz Akershus, Norwegen; † 7. März 1998 in Oslo) war eine norwegische Malerin.

## Biografie
Holtsmark war die Tochter von Gabriel Gabrielsen Holtsmark (1867–1954) und Margrete Weisse (1871–1933). Ihr Vater war Physiker und ihre Mutter Erzieherin. Sie war die Enkelin mütterlicherseits des Philologen Johan Peter Weisse und die Enkelin väterlicherseits des Landwirts und Politikers Bent Holtsmark. Sie war auch die Nichte der Politiker Bernt und Torger Holtsmark und die Schwester der Professoren Johan und Anne Holtsmark. Im Juli 1936 heiratete sie Haakon R. Brækken, doch die Ehe wurde aufgelöst.
Von 1924 bis 1927 besuchte sie die Norwegische Nationale Akademie für Kunsthandwerk und Kunstindustrie und von 1927 bis 1930 die Norwegische Nationale Akademie der Bildenden Künste. Ihr wichtigster Lehrer war Axel Revold und sie wurde auch von Vilhelm Bjerke-Petersen beeinflusst, den surrealistischen Stil zu übernehmen. Einige ihrer Gemälde waren expressionistisch. Sie wurde Kommunistin und war mehrere Male in Frankreich, wo sie 1936 bei dem dänischen Künstler Georg Jacobsen studierte.
Einige ihrer Werke, vor allem das bedeutendste, Mennesket og vilkårene (1935), waren umstritten und wurden erst 1993 von der Norwegischen Nationalgalerie erworben. Heute bewahrt die Nationalgalerie zwölf ihrer Landschaftsgemälde auf. Ihre Kunst wird auch im Kunstmuseum Lillehammer und in der Billedgalleri in Bergen ausgestellt.
Sie beendete ihre berufliche Laufbahn 1970 wegen einer Augenkrankheit. Sie starb im März 1998 in Oslo.